# Максимець (заповідне урочище)
Максимець — заповідне урочище місцевого значення в Україні. Об'єкт розташований на території Надвірнянського району Івано-Франківської області, Максимецьке лісництво, квартал 31, виділ 12. 
Площа 8 га, статус отриманий у 1988 році.